# Jonatan
Jonatan eller Jonathan är ett mansnamn som betyder Jehova/Gud har givit, av det hebreiska יְהוֹנָתָן Yehonathan, då nathan är ett verb och betyder "att ge". I Romerska riket förekom även stavningen "Ionathanius".
I Bibeln var Jonatan son till kung Saul och vän med David. Efter Jonatans död blev hans son Mefivoshet, som blivit halt på grund av en olyckshändelse i samband med att nyheten om Jonatans död blev känd, omhändertagen av kung David.
Jonatan var ett av 1990-talets stora modenamn. Fortfarande får runt 500 pojkar varje år Jonatan som tilltalsnamn. Stavningen Jonathan dominerar bland de yngre. Den 31 december 2009 fanns det totalt 27 322 personer i Sverige med namnet, varav 20 335 med det som tilltalsnamn. År 2009 fick 448 pojkar namnet, att jämföra med 960 år 1998.
Namnsdag: 22 december (före 2001: 9 maj). I den finlandssvenska namnsdagslängden har Jonatan namnsdag 26 januari sedan 1995.

## Personer med namnet Jonatan/Jonathan
- Jonathan, Sauls son, Sauls son
- Jonathan Cheechoo, kanadensisk ishockeyspelare
- Jonathan Demme, amerikansk filmregissör
- Jonathan Edwards, brittisk trestegshoppare, innehar världsrekordet i tresteg för män
- Jonathan Safran Foer, amerikansk författare
- Jonathan Frakes, skådespelare och regissör (Star Trek: The Next Generation, The Librarian 2 och 3)
- Jonathan Franzen, amerikansk författare
- Jonathan Johansson, svensk musiker och artist
- Jonathan Lindström, svensk arkeolog och författare
- Jonathan Rhys Meyers, irländsk skådespelare
- Jonathan Netanyahu, israelisk soldat
- Jonathan Swift, irländsk författare
- Nathan Söderblom (född Jonathan), ärkebiskop, mottagare av Nobels fredspris
- Jonathan Toews, kanadensisk ishockeyspelare
- Jonatan Unge, svensk komiker och radioprofil
- Jonathan Woodgate, engelsk fotbollsspelare

## Fiktiva
- Jonatan, huvudperson i Bröderna Lejonhjärta
- Kasper, Jesper och Jonatan, rövarna i Folk och rövare i Kamomilla stad